# Michaeliskirche (Leipzig)

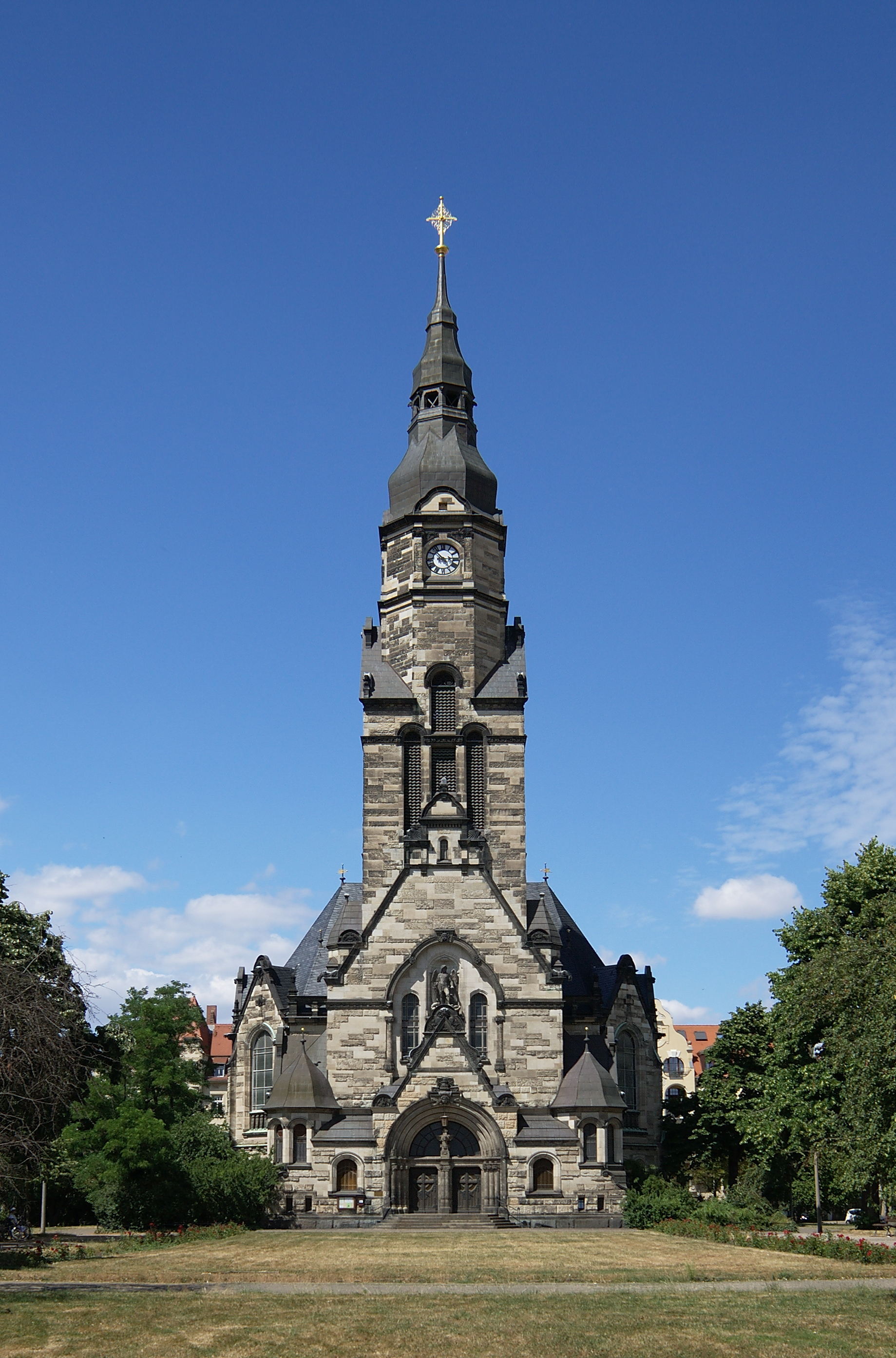
Die Michaeliskirche von Süden

Die Michaeliskirche in Leipzig ist ein dem Erzengel Michael gewidmeter evangelischer Kirchenbau aus der Zeit der Wende vom 19. zum 20. Jahrhundert.

## Geschichte
Sie wurde als Hauptkirche der im Zuge der sprunghaften Bevölkerungszunahme Leipzigs neu erschlossenen Nordvorstadt seit 1901 von den Leipziger Architekten Heinrich Rust und Alfred Müller erbaut und am 12. Juni 1904 geweiht. Theologisch wurde der Bau vom bekannten Lutherforscher Georg A. Buchwald begleitet, der in der Planungs- und Bauzeit der erste Pfarrer der Gemeinde war und seine lutherische Einstellung in die Kirchengestaltung einfließen ließ. Heute wird sie von der evangelisch-lutherischen Michaelis-Friedens-Kirchgemeinde liturgisch genutzt.

## Architektur
Die Kirche steht an exponierter Stelle im Schnittpunkt mehrerer Sichtachsen auf dem Nordplatz. Ungewöhnlich ist die Ausrichtung in Nord-Süd-Richtung, die sich in die Ausrichtung der Straßenzüge der Nordvorstadt einordnet. Das kreuzförmig gestaltete Kirchenschiff wird an der Chorseite von Kapellen umgeben. Der zentrale, breit aufsitzende Turm im Süden des Gebäudes erhebt sich 70 Meter hoch und zählt damit zu den höchsten Kirchtürmen der Stadt. Die Fassade ist in Sandstein ausgeführt und trägt reichen bauplastischen Schmuck. Obwohl noch zum Historismus gehörend, folgt die Architektur keinem klaren stilistischen Programm, sondern vereint Renaissance-, Neogotik-, Neobarock- und Jugendstilelemente.
Die Michaeliskirche hat die Kriegszerstörungen (bis auf eine Anzahl Kirchenfenster und das Einschmelzen des kompletten Bronzegeläuts im 2. Weltkrieg) unbeschadet überstanden und hebt sich aufgrund ihrer einzigartigen Gestaltung deutlich von anderen Kirchenbauwerken der Epoche ab.
Die Michaeliskirche muss in den nächsten Jahren umfassend renoviert werden. Die Außenrenovierung ist 2023 abgeschlossen worden, die Innenrenovierung soll 2028 fertiggestellt sein. Deshalb haben die Gemeinde und ein Förderverein Aktionen begonnen, um die notwendigen Eigenmittel zu sammeln.

## Orgel
Zur Innenausstattung gehört eine Orgel der Firma Sauer. Das Kegelladen-Instrument mit pneumatischen Trakturen wurde im Jahr 1904 erbaut, in den Jahren 1996–1999 von Firma Scheffler umfassend restauriert und gilt als original erhalten.
| I Hauptwerk C–g3 |                 |       |
| 1.               | Prinzipal       | 16′   |
| 2.               | Bordun          | 16′   |
| 3.               | Prinzipal       | 8′    |
| 4.               | Flute           | 8′    |
| 5.               | Bordun          | 8′    |
| 6.               | Gemshorn        | 8′    |
| 7.               | Gamba           | 8′    |
| 8.               | Oktave          | 4′    |
| 9.               | Fugara          | 4′    |
| 10.              | Rohrflöte       | 4′    |
| 11.              | Oktave          | 2′    |
| 12.              | Rauschquinte II |       |
| 13.              | Cornett III-V   | 2 ⁄3′ |
| 14.              | Mixtur V        | 2′    |
| 15.              | Trompete        | 8′    |

| II Oberwerk C–g3 |                  |       |
| 16.              | Quintatön        | 16′   |
| 17.              | Prinzipal        | 8′    |
| 18.              | Salizional       | 8′    |
| 19.              | Rohrflöte        | 8′    |
| 20.              | Quintatön        | 8′    |
| 21.              | Concertflöte     | 8′    |
| 22.              | Prinzipal        | 4′    |
| 23.              | Gedackt          | 4′    |
| 24.              | Flautino         | 2′    |
| 25.              | Progressio II-IV | 2 ⁄3′ |
| 26.              | Clarinette       | 8′    |

| III Schwellwerk C–g3 |                  |     |
| 27.                  | Lieblich Gedackt | 16′ |
| 28.                  | Geigenprinzipal  | 8′  |
| 29.                  | Soloflöte        | 8′  |
| 30.                  | Aeoline          | 8′  |
| 31.                  | Vox coelestis    | 8′  |
| 32.                  | Lieblich Gedackt | 8′  |
| 33.                  | Viola            | 4′  |
| 34.                  | Traversflöte     | 4′  |
| 35.                  | Praestant        | 4′  |
| 36.                  | Waldflöte        | 2′  |
| 37.                  | Oboe             | 8′  |

| Pedal C–f1 |              |     |
| 38.        | Prinzipalbaß | 16′ |
| 39.        | Harmonikabaß | 16′ |
| 40.        | Violon       | 16′ |
| 41.        | Subbaß       | 16′ |
| 42.        | Oktavbaß     | 8′  |
| 43.        | Cello        | 8′  |
| 44.        | Baßflöte     | 8′  |
| 45.        | Oktave       | 4′  |
| 46.        | Posaune      | 16′ |
| 47.        | Trompete     | 8′  |

- Koppeln: II/I, III/I, III/II, I/P, II/P, III/P
- Spielhilfen: je drei feste und freie Kombinationen, Absteller (Handregister, Zungen), Crescendowalze.
- Stimmtonhöhe a1 = 435 Hz[1]

## Geläut
Das ursprüngliche Geläut aus Bronze wurde im Zweiten Weltkrieg für Rüstungszwecke als sogenannte Metallspende des deutschen Volkes beschlagnahmt und eingeschmolzen.
Im Jahr 1955 wurden vier Eisenglocken der Firma Schilling & Lattermann aus Apolda mit insgesamt 78 Zentner Gewicht im Kirchturm eingebaut. Sie wurden 1990 saniert, auch wurden die Motoren, Lager und andere mechanische Teile ausgewechselt und eine Läute-Automatik für das Stundengeläut (werktags 8.00 Uhr, 12.00 Uhr, 18.00 Uhr) geschaffen:
- Große Glocke: Ton es, 2050 kg. Inschrift nach Röm. 3, 28: „So halten wir nun dafür, daß der Mensch gerecht werde, ohne des Gesetzes Werke, allein durch den Glauben.“
- Mittlere Glocke: Ton g. Inschrift nach 1. Joh. 4, 19: „Lasset uns ihn lieben; denn Er hat uns zuerst geliebt.“
- Kleine Glocke: Ton b. Inschrift nach 1. Petr. 1, 13: „Setzet eure Hoffnung ganz auf die Gnade, die euch angeboten wird durch die Offenbarung Jesu Christi.“
- Kleinste Glocke: Ton c, 350 kg. Inschrift nach Phil. 4, 4: „Freuet euch in dem Herrn allewege, und abermals sage ich: freuet euch.“[2][3]

## Geistliche der Kirchgemeinde
Die Internetseite pfarrerbuch.de listet für die Kirche die 1. Stellen (Pfarrer), die 2. Stellen (Diakone) und die 3. Stellen auf.
1. Pfarrer
- 1896–1914 Buchwald, Georg Apollo
- 1915 – Scherffig, Ewald Paul
- 1922 – Weickert, Moritz *Eduard
- 1929–1958 Fleischer, *Karl Robert Philipp
- 1945 – Schmidt, Gottfried Hermann
- 1953 – Richter, Heinz
- 1959–1971 Böhmer, Hermann *Ulrich
- 1960 – Schwabe, Hans * Wolfgang
- 1971 – Schlemmer, Wilhelm
- 1979 – Krumbholz, Gerd
- 1990 – Kaden, Klaus[5]

Außenansichten
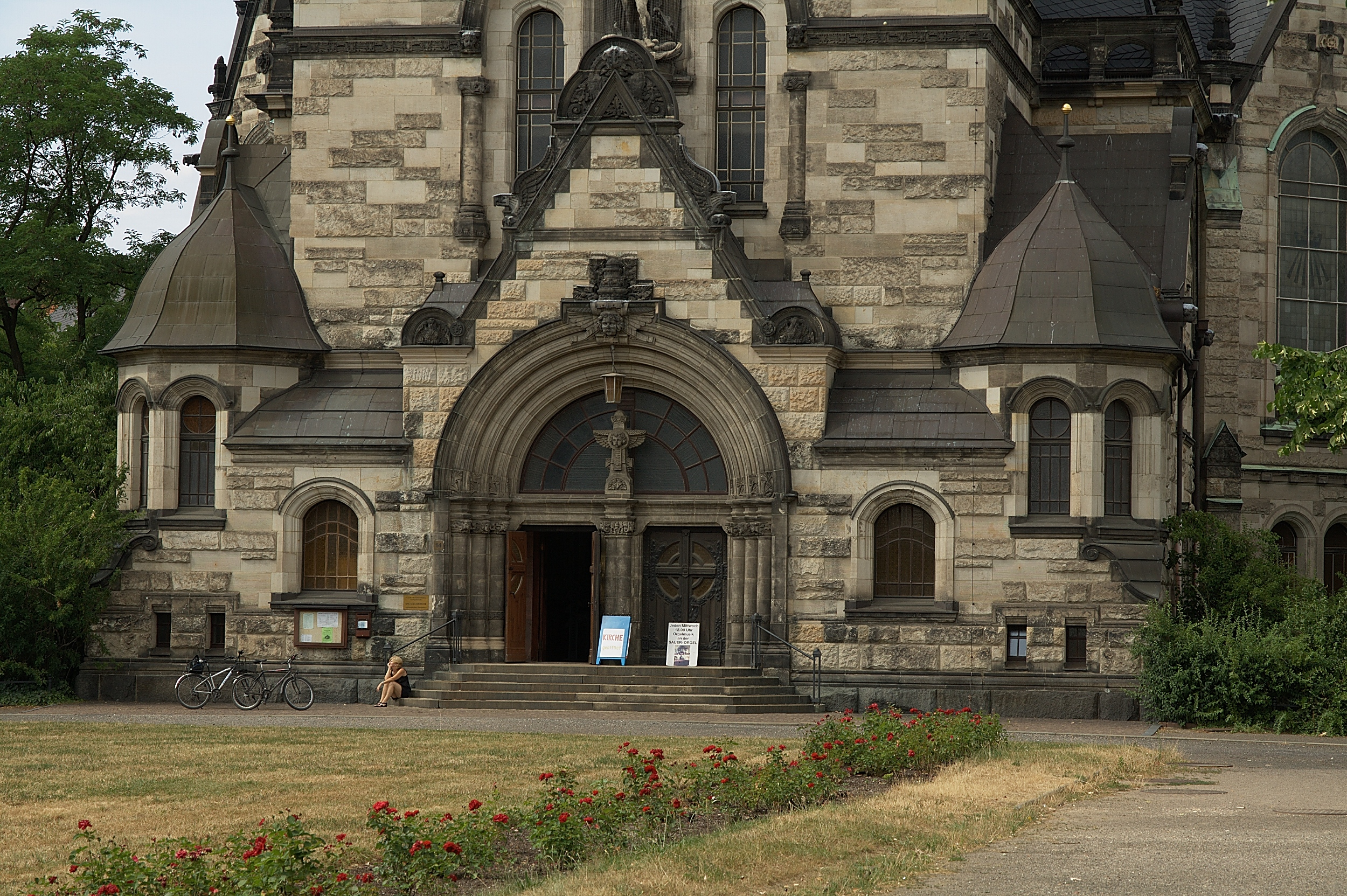
Eingang der Michaeliskirche
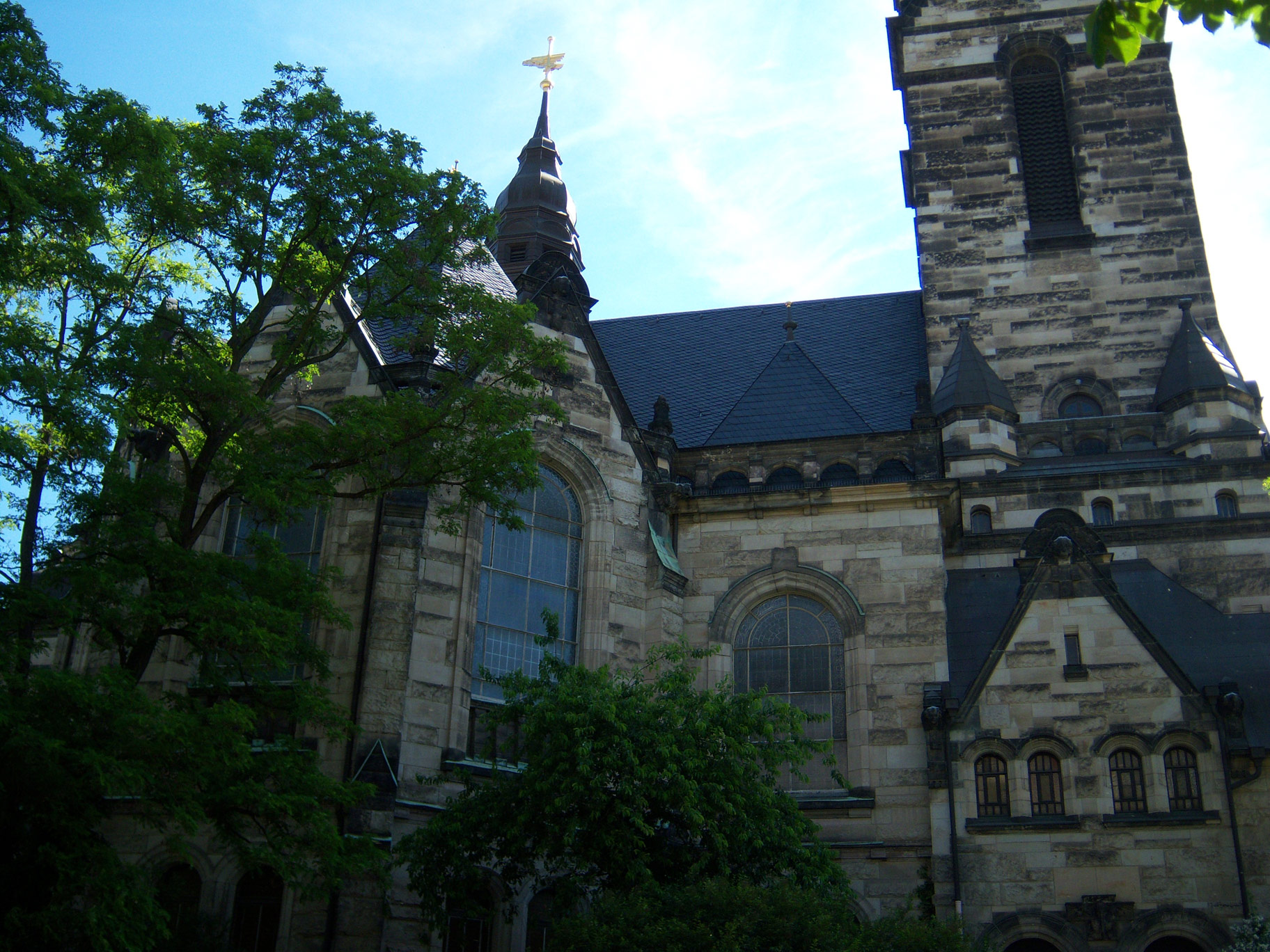
Ansicht von Westen
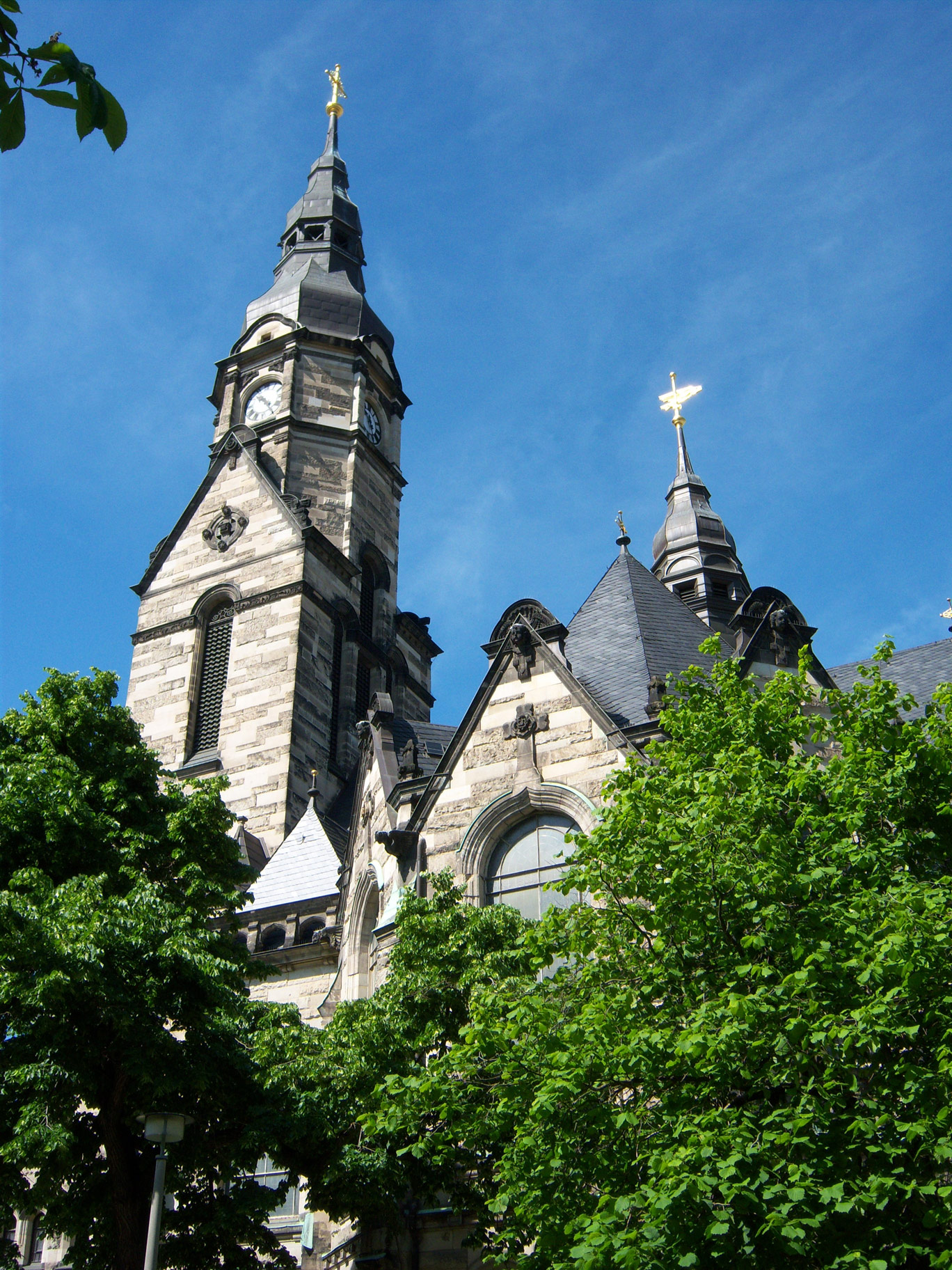
Ansicht von Nordosten
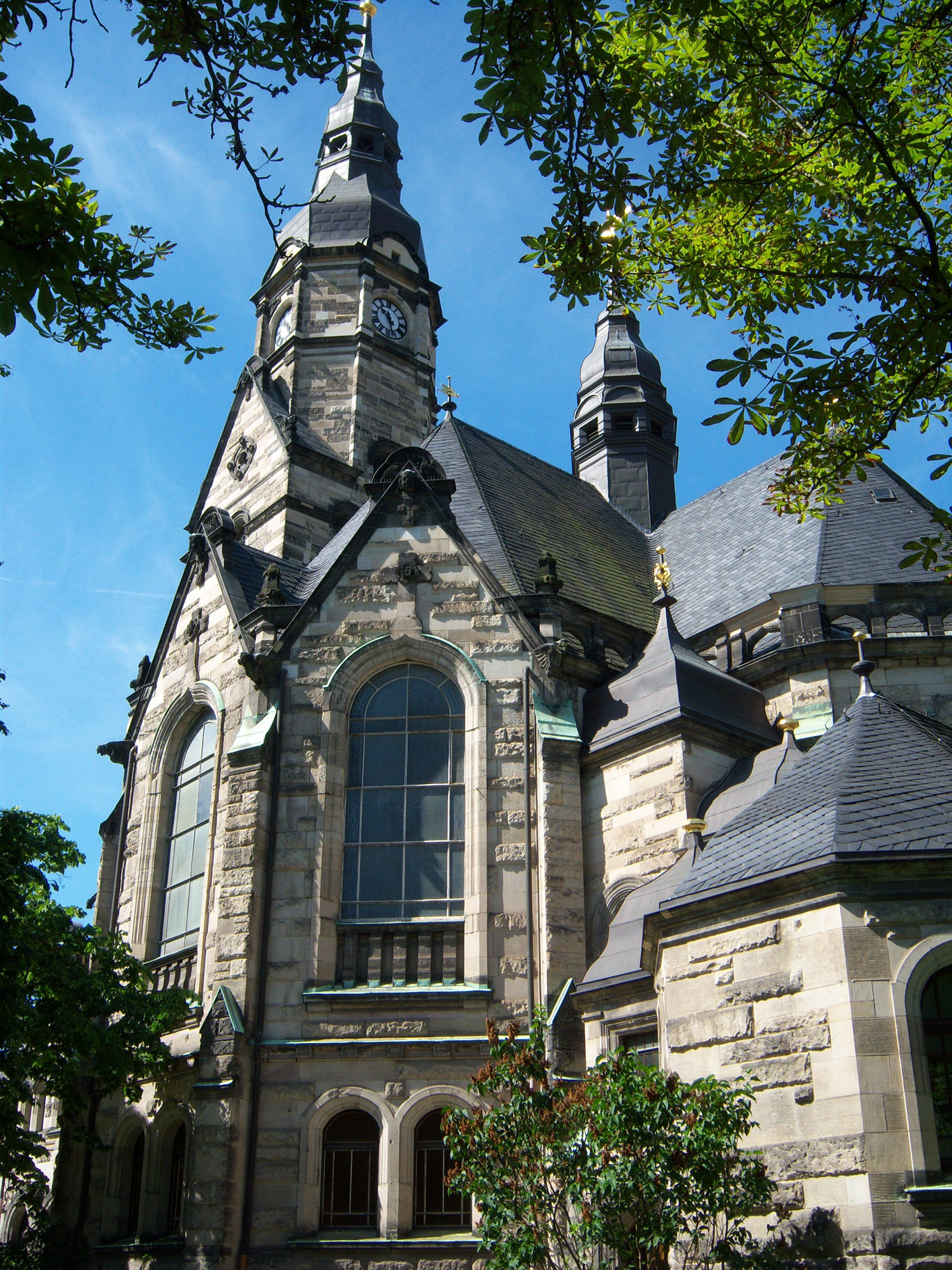
Ansicht von Osten
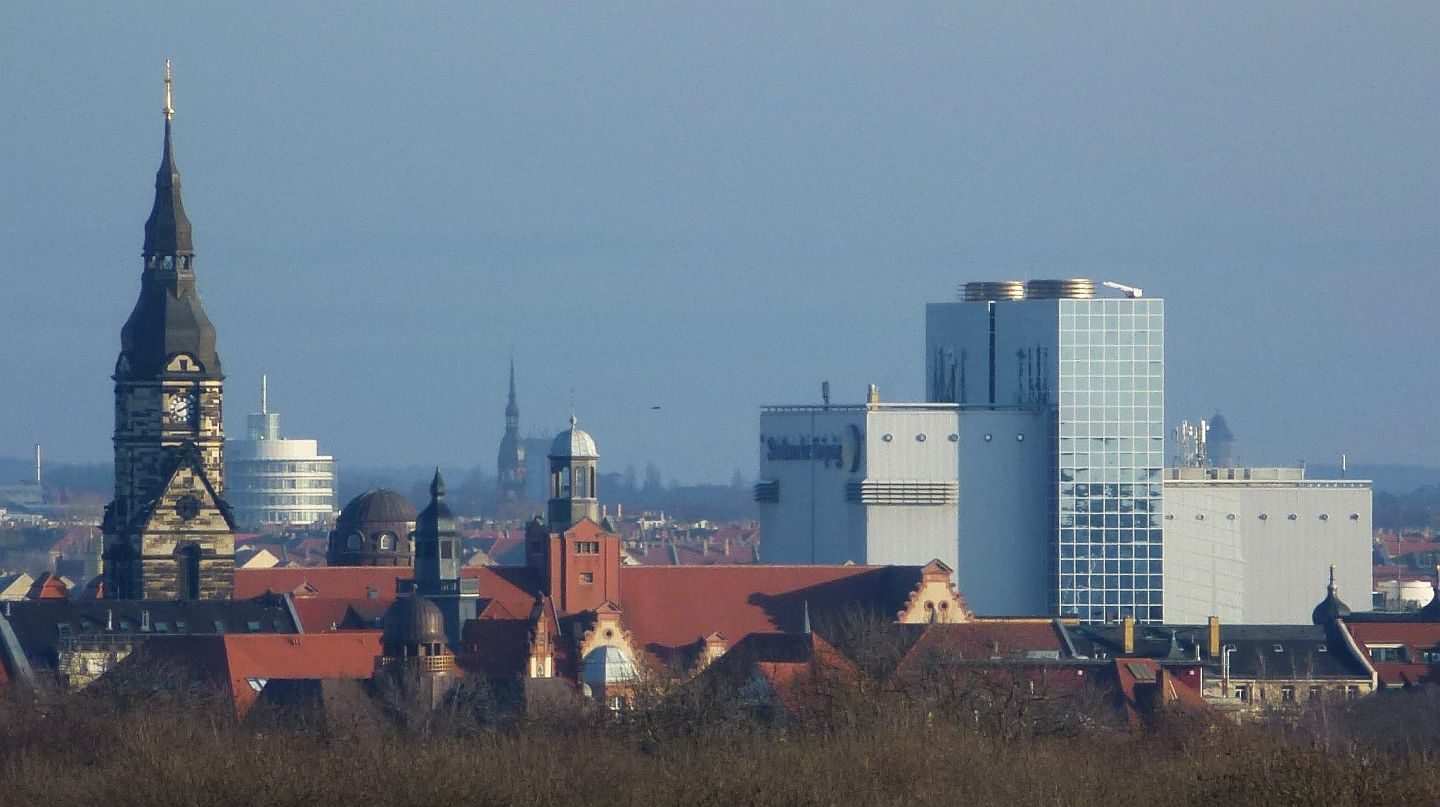
Blick vom Turm auf dem Rosentalhügel auf die Kirche und das Kraftwerk

Innenansichten
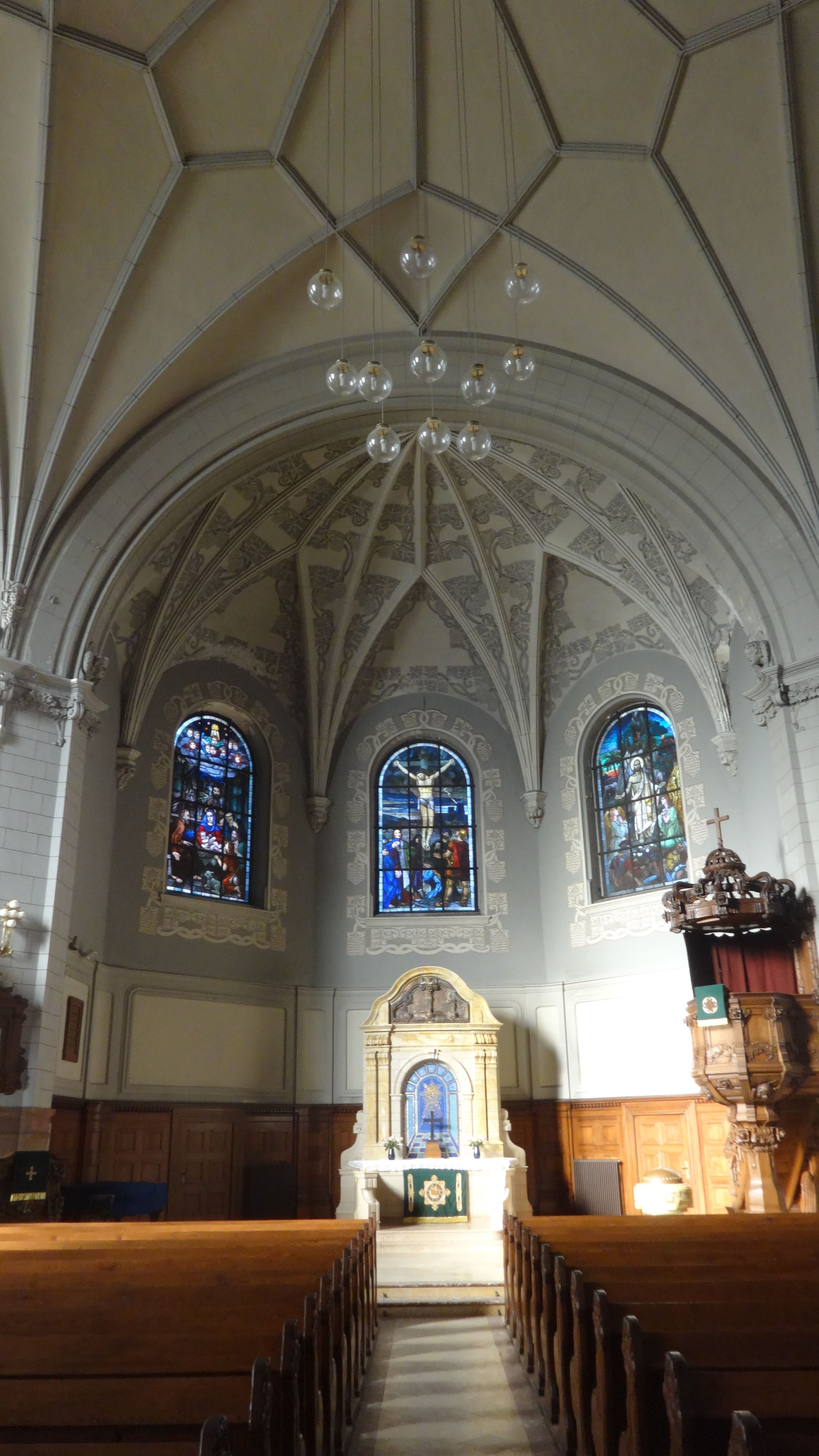
Innenansicht
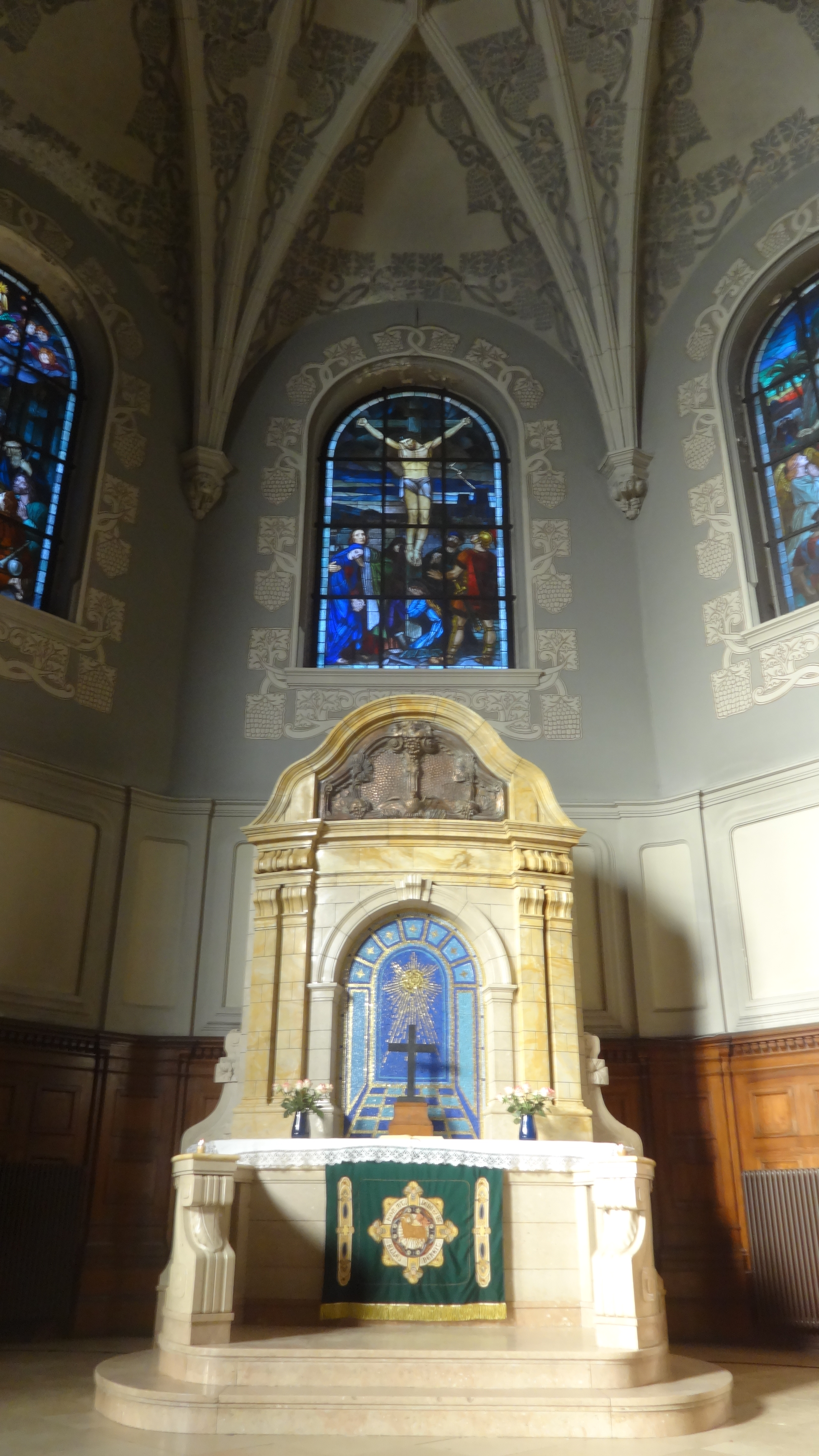
Altar
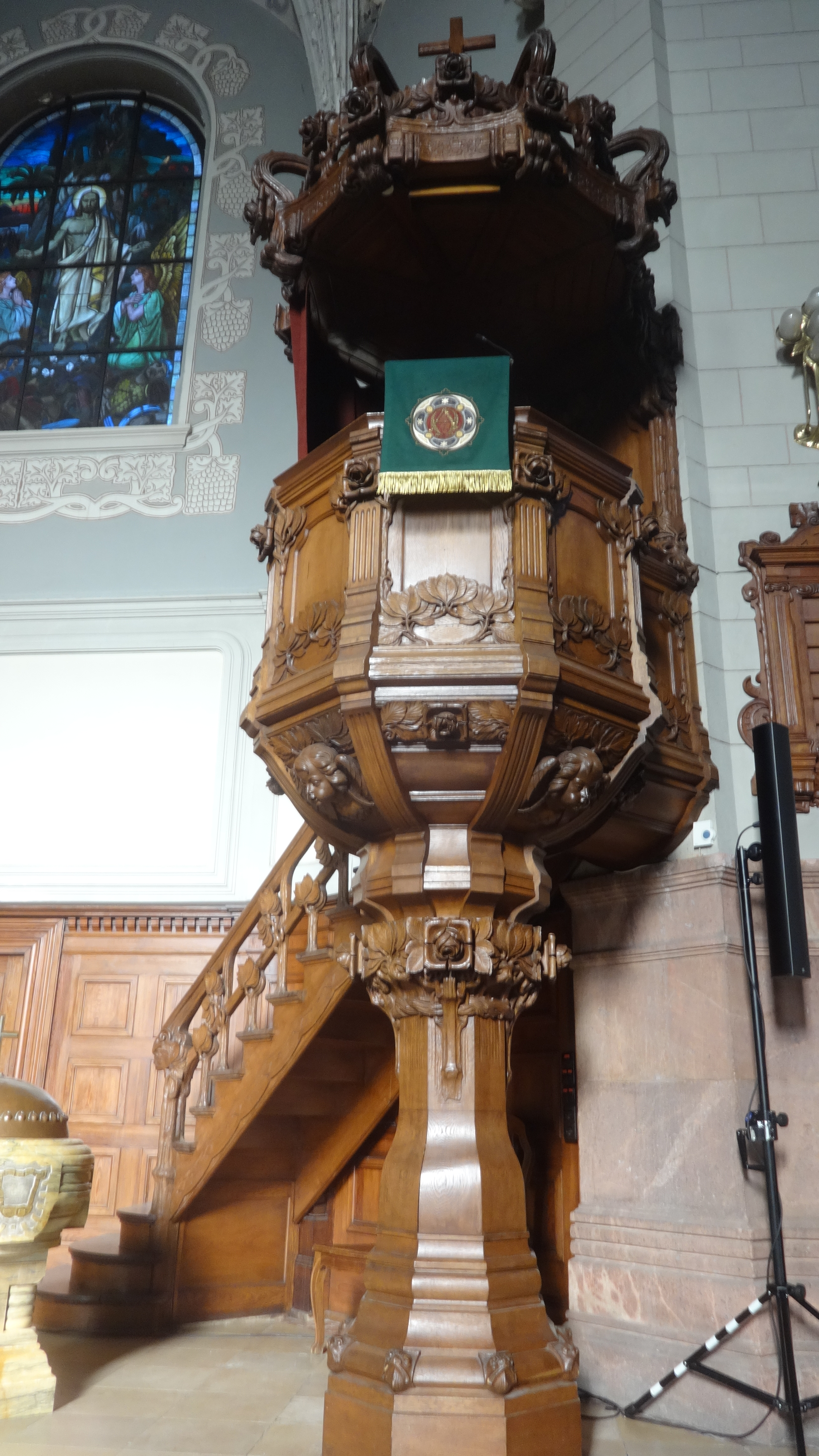
Kanzel
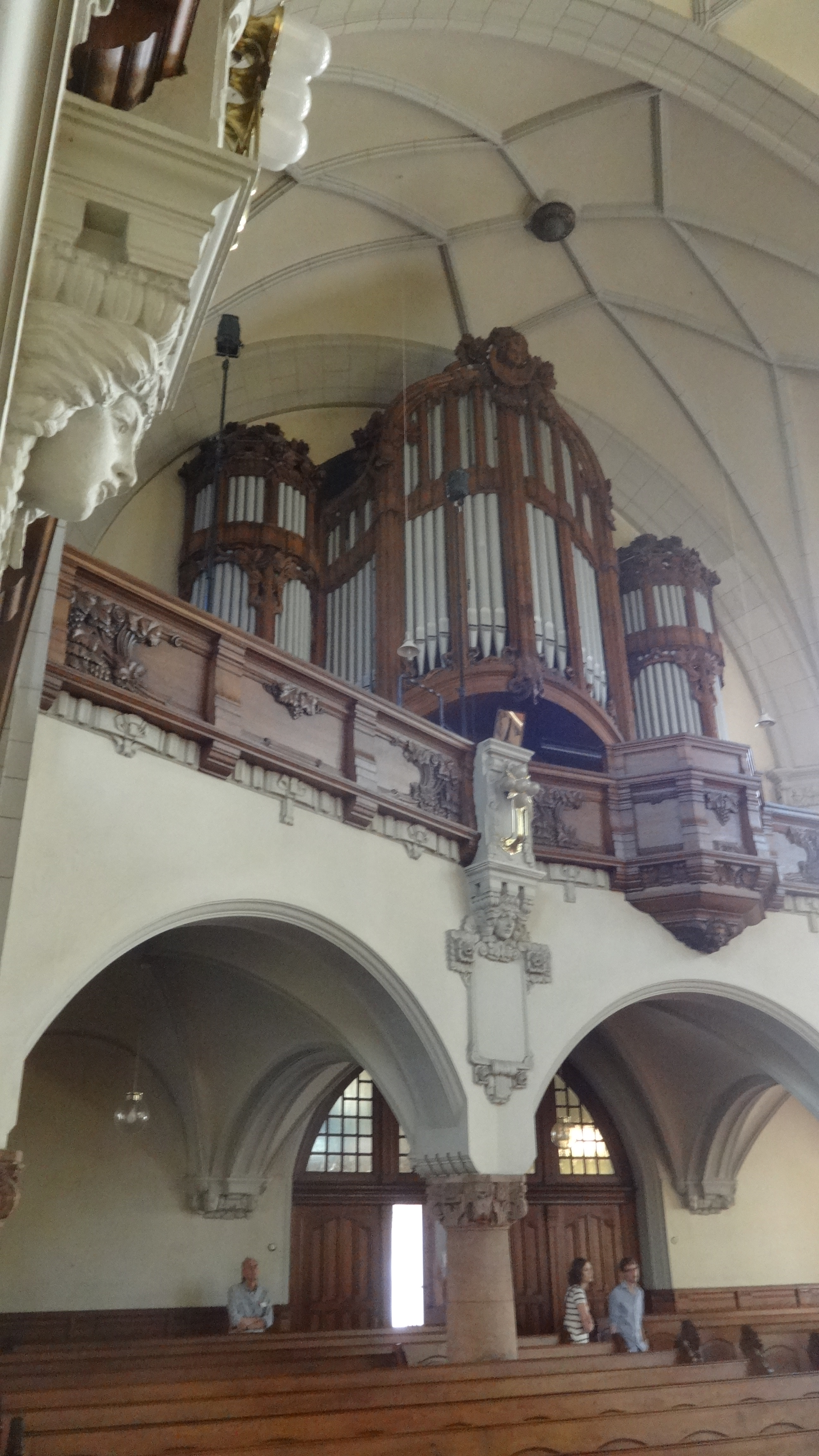
Orgel
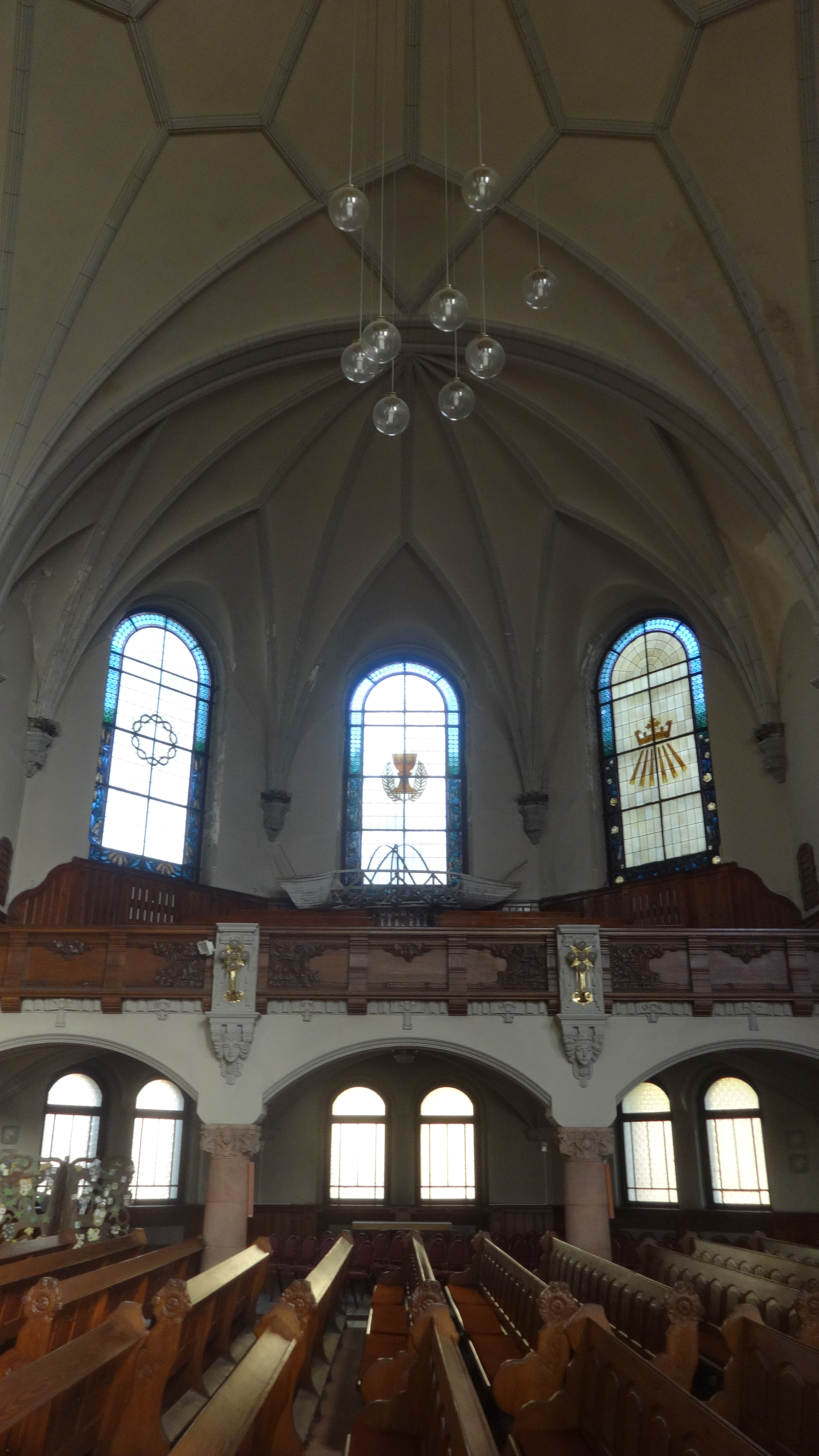
Empore
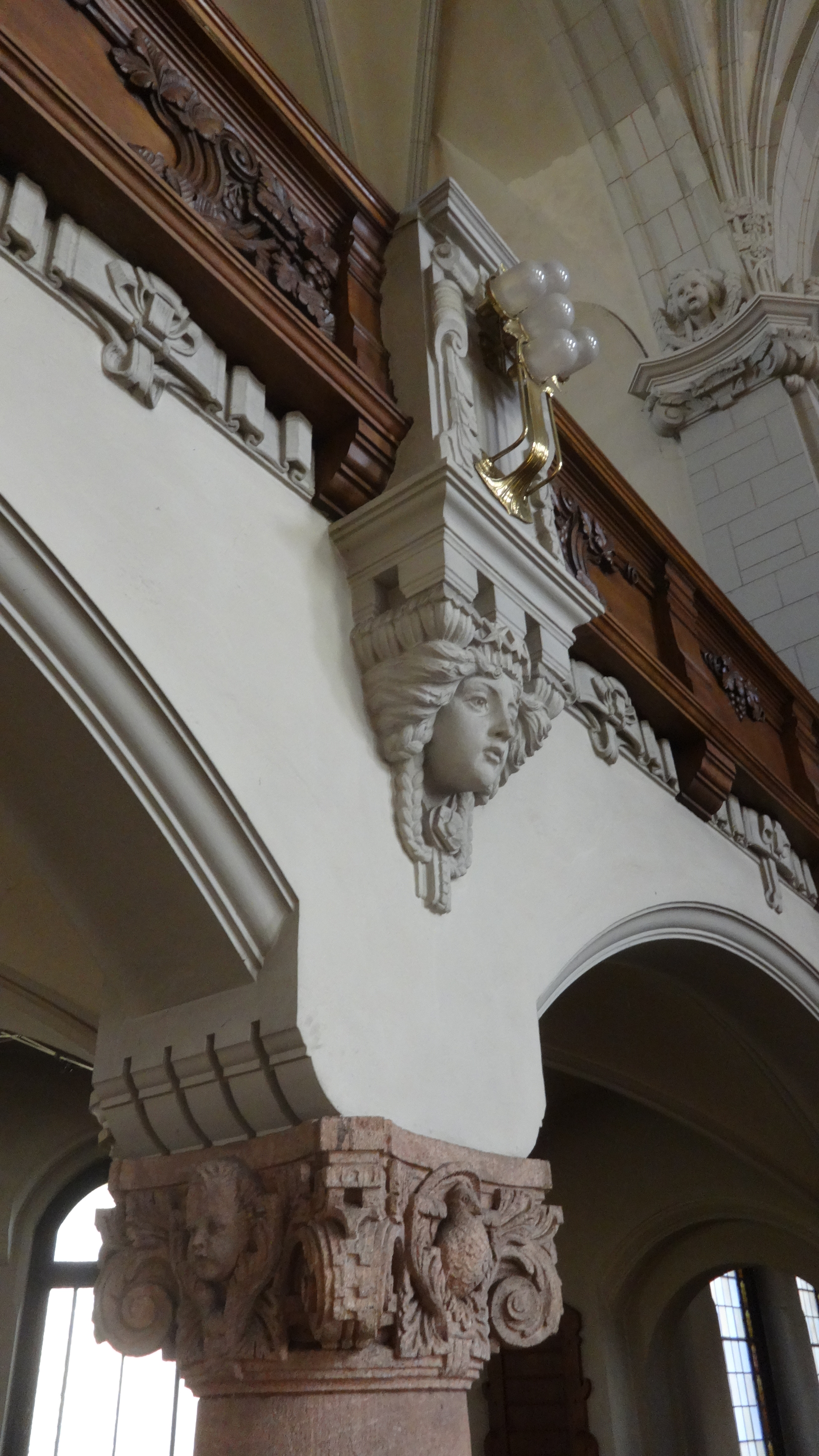
Detail der Innenausstattung
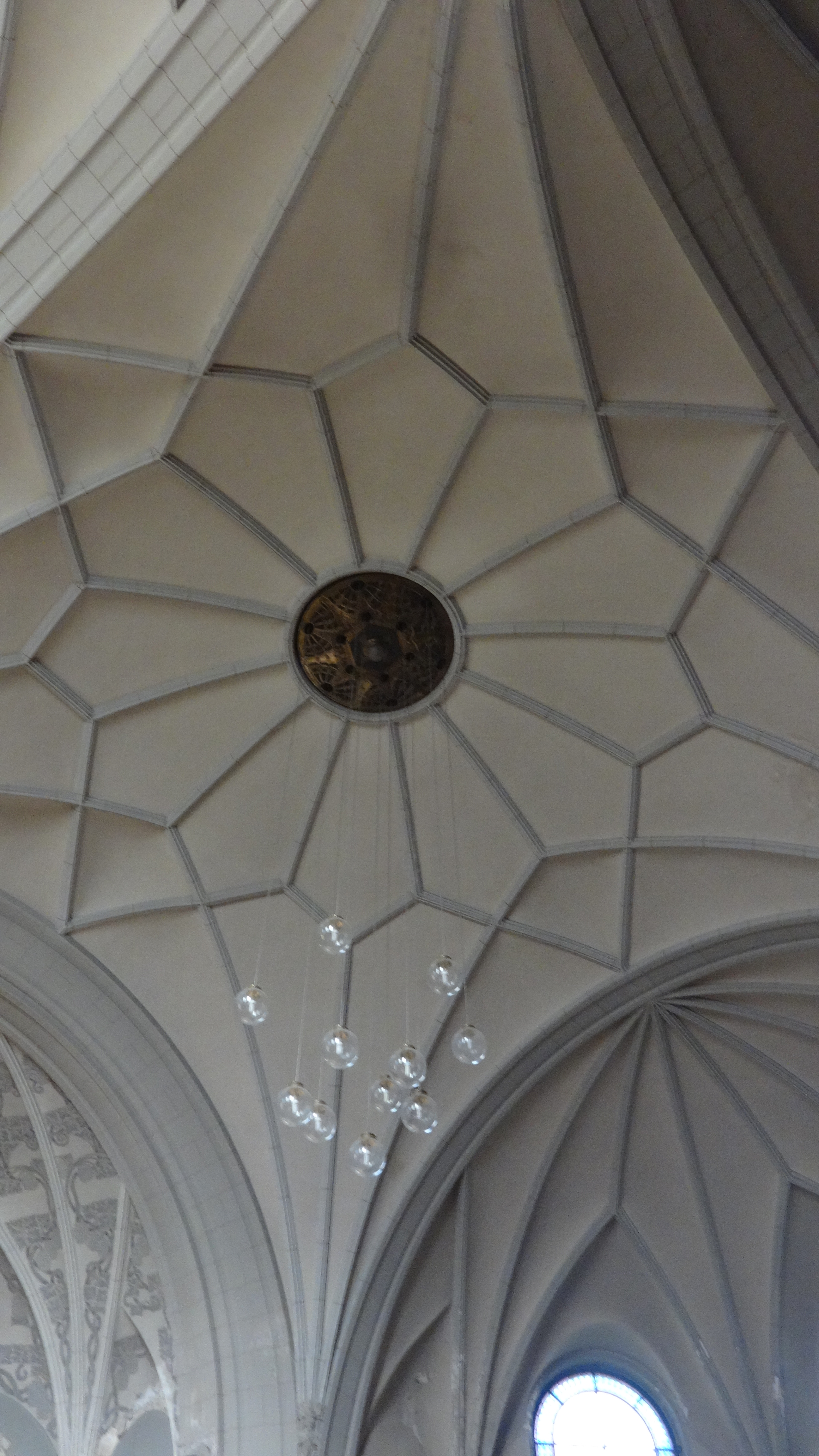
Deckengewölbe

## Varia
- Die Kirchgemeinde umfasste seit 1999 die Michaeliskirchgemeinde der Nordvorstadt und die Gemeinde der Friedenskirche in Gohlis und hat mehr als 3.800 Mitglieder.[6] Mit der Evangelisch-Lutherischen Sophienkirchgemeinde besteht ein Schwesternkirchverhältnis seit dem 1. Januar 2020.[7][8]
- Die Kirche wird von Veranstaltern regelmäßig als vielfältige Konzertstätte gebucht, so etwa für Vicky Leandros[9] und den Leipzig Gospel Choir anlässlich seines Jubiläums-Konzerts zum zehnjährigen Bestehen am 5. Oktober 2019[10].
- Die Michaliskirche war Schauplatz der SOKO-Leipzig-Folge „Aus der Hölle“.